# Saul Williams
Saul Stacey Williams (ur. 29 lutego 1972 w Newburgh) – amerykański poeta i muzyk. Po ukończeniu Morehouse College, gdzie zdobył licencjat z aktorstwa i filozofii, przeniósł się do Nowego Jorku i uczył się aktorstwa na New York University. W 1996 roku zdobył tytuł mistrza poetyckiego slamu Nuyorican Poets Cafe. W 1998 roku zagrał w niezależnym filmie Slam, uhonorowanym na Sundance Film Festival i MFF w Cannes. Jest on młodszym bratem aktora Michaela K. Williamsa.
Williams współpracował z takimi artystami jak The Fugees, Christian Alvarez, Blackalicious, Erykah Badu, KRS-One, Zack de la Rocha, De La Soul, DJ Krust, Allen Ginsberg czy Sonia Sanchez. W 2001 roku wydał debiutancki album Amethyst Rock Star; producentem płyty był Rick Rubin. Saul Williams supportował Nine Inch Nails i Mars Volta.
Williams jest zagorzałym krytykiem wojny z terroryzmem i administracji George’a W. Busha.
Album Williamsa z 2007 roku, wyprodukowany przez Trenta Reznora The Inevitable Rise and Liberation of NiggyTardust!, dostępny był do ściągnięcia z oficjalnej strony http://niggytardust.com/ za darmo lub opłatą 5$.

## Dyskografia

### Albumy studyjne
- Amethyst Rock Star (2001)
- Saul Williams (2004)
- The Inevitable Rise and Liberation of Niggy Tardust (2007)
- Volcanic Sunlight (2011)
- MartyrLoserKing (2016)

### EP
- Penny for a Thought / Purple Pigeons (2000)
- Not in My Name (2003)

### Pozostałe
- NGH WHT – The Dead Emcee Scrolls with The Arditti Quartet (2009)